# Prąd Cromwella
Prąd Cromwella, określany również jako Pacyficzny Równikowy Prąd Podpowierzchniowy (ang. Pacific Equatorial Undercurrent) lub Równikowy Prąd Podpowierzchniowy (ang. Equatorial Undercurrent) – płynący w kierunku wschodnim prąd głębinowy (ściślej: podpowierzchniowy), rozciągający się na długości równika w Oceanie Spokojnym.
Prąd Cromwella został odkryty w 1952 r. przez Townsenda Cromwella, badacza z Laboratorium w Honolulu. Ma szerokość 400 km i płynie w kierunku wschodnim. Jest ukryty 100 m pod powierzchnią Oceanu Spokojnego, na równiku. W porównaniu z innymi prądami oceanicznymi jest względnie niewielki na głębokość, mając tylko ok. 40 m głębokości. Ma objętość 1000 razy większą od rzeki Missisipi i długość 6000 km.

## Townsend Cromwell
Townsend Cromwell, surfer, pływak i oceanograf, odkrył prąd, który obecnie nosi jego imię, badając dryfowanie w równikowym regionie Oceanu Spokojnego. Zmarł w 1958 r., gdy jego samolot rozbił się w drodze na ekspedycję oceanograficzną.

## Odkrycie
W 1951 badacze na pokładzie statku badawczego U. S. Fish and Wildlife Service zaangażowani byli w temat łowienia ryb na długą linę. Zauważyli, że głęboko pod powierzchnią wody sprzęt dryfował w kierunku wschodnim. Było to niezwykłe, gdyż powierzchniowe prądy Oceanu Spokojnego płyną na równiku w kierunku zachodnim (zgodnie z kierunkiem wiatrów).
W następnym roku Townsend Cromwell poprowadził wyprawę badawczą, żeby zbadać jak prądy oceaniczne zmieniają się wraz z głębokością. Odkryli w głębokich warstwach powierzchniowych szybko płynący prąd w kierunku wschodnim.

## Szczegółowe dane
- Głębokość: Powierzchniowe prądy płyną na zachód. Na głębokości około 40 m występuje punkt zwrotny, gdzie woda zaczyna płynąć na wschód. Prąd schodzi do głębokości około 400 m.
- Prędkość przepływu: Całkowity przepływ wynosi do około 30 000 000 metrów sześciennych na sekundę. Największa prędkość to około 1,5 m/s (jest to około dwukrotnie szybciej niż zachodni prąd powierzchniowy)
- Długość: 13 000 km

## Interakcja z El Niño
El Niño jest odwróceniem normalnej sytuacji w Oceanie Spokojnym, w której woda powierzchniowa jest spychana w kierunku zachodnim przez dominujące wiatry wschodnie i woda z większych głębokości jest wypychana do góry, aby ją zastąpić. Od czasu do czasu woda powierzchniowa wlewa się z powrotem przez ocean, przynosząc ciepłe temperatury wody wzdłuż wschodnich wybrzeży Pacyfiku. W latach bez El Niño Prąd Cromwella jest wypychany na powierzchnię przez podwodne wulkany w pobliżu wysp Galapagos (nazywa się to upwelling). Jednak w latach z El Niño prąd nie wypływa w ten sposób. Woda dookoła wysp jest zatem znacznie cieplejsza w latach z El Niño niż latach normalnych.

## Wpływ na zwierzęta
Prąd Cromwella jest bogaty zarówno w tlen, jak i substancje odżywcze. Skoncentrowana jest w nim wielka liczba ryb. W pobliżu wysp Galapagos zdarza się upwelling prądu, który dostarcza na powierzchnię pożywienie dla pingwina równikowego. Upwelling ten jest jednak zjawiskiem sporadycznym – nie występuje regularnie, wskutek czego dostawy pożywienia pojawiają się i znikają. Pingwiny radzą sobie z tym dzięki kilku adaptacjom, między innymi uniwersalności w zachowaniach rozrodczych (nie mają szczególnego sezonu rozrodczego, potrafią wybierać go w zależności od dostępności dostaw pożywienia).

## Możliwy wpływ na klimat
Wpływ tego prądu na klimat na świecie nie jest jeszcze dobrze poznany.